# Mel & Kim
Mel & Kim war ein britisches Popduo, das zwischen 1986 und 1988 mehrere internationale Hits hatte.

## Bandgeschichte
Die Schwestern Kim Appleby (* 28. August 1961) und Mel Appleby (* 11. Juli 1966; † 18. Januar 1990) wurden in einem Londoner Tanzclub entdeckt. Daraufhin unterzeichneten sie im Jahr 1985 einen Plattenvertrag bei Supreme Records und traten in der Folgezeit unter dem Namen Mel & Kim auf. Die Schallplattenfirma stellte den Kontakt zu dem Produzententrio Stock Aitken Waterman her, das Mel & Kim in der Folgezeit produzierte.
Seinen größten Erfolg hatte das Duo mit der ersten, im September 1986 veröffentlichten Single Showing Out (Get Fresh at the Weekend). Diese platzierte sich auf Platz drei der britischen Charts und wurde Platz eins in Deutschland. Die nächste Single, Respectable, konnte im März 1987 sowohl in Großbritannien als auch erneut in Deutschland Platz eins der Singlehitparade erreichen. Im selben Jahr erschien auch das erste und einzige Album des Duos, F.L.M. 
Die beiden Schwestern konnten in den Jahren 1987 und 1988 noch weitere Erfolge erzielen, wurden dann aber von Kylie Minogue und Rick Astley übertroffen, auf die sich Stock Aitken Waterman vermehrt konzentrierten. Der Grund hierfür war, dass Mel Appleby aufgrund einer Krebserkrankung nur noch sehr eingeschränkt arbeiten konnte. Sie war an einem Paragangliom erkrankt und starb im Januar 1990 an einer Lungenentzündung infolge einer Chemotherapie. Kim Appleby startete danach eine Solokarriere.

## Auszeichnungen
- 1988: BRIT Awards, British breakthrough act (Nominierung)

## Diskografie

### Alben
| Jahr | Titel    | Höchstplatzierung, Gesamtwochen, AuszeichnungChartplatzierungen (Jahr, Titel, Platzierungen, Wochen, Auszeichnungen, Anmerkungen) | Höchstplatzierung, Gesamtwochen, AuszeichnungChartplatzierungen (Jahr, Titel, Platzierungen, Wochen, Auszeichnungen, Anmerkungen) | Höchstplatzierung, Gesamtwochen, AuszeichnungChartplatzierungen (Jahr, Titel, Platzierungen, Wochen, Auszeichnungen, Anmerkungen) | Höchstplatzierung, Gesamtwochen, AuszeichnungChartplatzierungen (Jahr, Titel, Platzierungen, Wochen, Auszeichnungen, Anmerkungen) | Höchstplatzierung, Gesamtwochen, AuszeichnungChartplatzierungen (Jahr, Titel, Platzierungen, Wochen, Auszeichnungen, Anmerkungen) | Anmerkungen                                                         |
| Jahr | Titel    | DE | AT | CH | UK | US | Anmerkungen                                                         |
| ---- | -------- | --- | --- | --- | --- | --- | ------------------------------------------------------------------- |
| 1987 | F. L. M. | DE16 (11 Wo.)DE | — | CH4 (9 Wo.)CH | UK3 Platin · (25 Wo.)UK | — | Erstveröffentlichung: April 1987 Produzenten: Stock Aitken Waterman |

### Kompilationen
- 1987: Greatest Hits
- 1988: The 12" Tape
- 1989: Something Special
- 1996: The Best Of
- 2001: That’s the Way It Is – The Best Of
- 2002: F. L. M. (mit 3 Solo-Liedern von Kim Appleby)

### Singles
| Jahr | Titel Album                                         | Höchstplatzierung, Gesamtwochen, AuszeichnungChartplatzierungen (Jahr, Titel, Album, Platzierungen, Wochen, Auszeichnungen, Anmerkungen) | Höchstplatzierung, Gesamtwochen, AuszeichnungChartplatzierungen (Jahr, Titel, Album, Platzierungen, Wochen, Auszeichnungen, Anmerkungen) | Höchstplatzierung, Gesamtwochen, AuszeichnungChartplatzierungen (Jahr, Titel, Album, Platzierungen, Wochen, Auszeichnungen, Anmerkungen) | Höchstplatzierung, Gesamtwochen, AuszeichnungChartplatzierungen (Jahr, Titel, Album, Platzierungen, Wochen, Auszeichnungen, Anmerkungen) | Höchstplatzierung, Gesamtwochen, AuszeichnungChartplatzierungen (Jahr, Titel, Album, Platzierungen, Wochen, Auszeichnungen, Anmerkungen) | Höchstplatzierung, Gesamtwochen, AuszeichnungChartplatzierungen (Jahr, Titel, Album, Platzierungen, Wochen, Auszeichnungen, Anmerkungen) | Höchstplatzierung, Gesamtwochen, AuszeichnungChartplatzierungen (Jahr, Titel, Album, Platzierungen, Wochen, Auszeichnungen, Anmerkungen) | Anmerkungen | [↑]: gemeinsam behandelt mit vorhergehendem Eintrag; [←]: in beiden Charts platziert |
| Jahr | Titel Album                                         | DE | AT | CH | UK | US | R&B | Dance | Anmerkungen |                                                                                      |
| ---- | --------------------------------------------------- | --- | --- | --- | --- | --- | --- | --- | --- | ------------------------------------------------------------------------------------ |
| 1986 | Showing Out (Get Fresh at the Weekend) F. L. M.     | DE1 (19 Wo.)DE | AT12 (12 Wo.)AT | CH1 (15 Wo.)CH | UK3 Silber · (20 Wo.)UK | US78 (7 Wo.)US | R&B23 (13 Wo.)R&B | Dance1 (15 Wo.)Dance | Erstveröffentlichung: September 1986 Autoren: Stock Aitken Waterman                                              |                                                                                      |
| 1986 | System (House Mix) F. L. M.                         | — | — | — | — | — | —[Dance: ↑] | Dance1 (15 Wo.)Dance | B-Seite von Showing Out (Get Fresh at the Weekend) Autoren: Stock Aitken Waterman                                |                                                                                      |
| 1987 | Respectable F. L. M.                                | DE1 (17 Wo.)DE | AT7 (12 Wo.)AT | CH1 (12 Wo.)CH | UK1 Gold · (16 Wo.)UK | — | — | Dance1 (11 Wo.)Dance | Erstveröffentlichung: Februar 1987 Autoren: Stock Aitken Waterman                                                |                                                                                      |
| 1987 | F. L. M. (Fun, Love, Money) F. L. M.                | DE17 (10 Wo.)DE | — | CH16 (6 Wo.)CH | UK7 (11 Wo.)UK | — | — | — | Erstveröffentlichung: Juli 1987 Autoren: Stock Aitken Waterman                                                   |                                                                                      |
| 1988 | I’m the One Who Really Loves You F. L. M.           | — | — | — | — | — | — | Dance11 (9 Wo.)Dance | Erstveröffentlichung: November 1987 Autoren: Stock Aitken Waterman                                               |                                                                                      |
| 1988 | That’s the Way It Is Coming to America (Soundtrack) | DE18 (13 Wo.)DE | — | CH9 (9 Wo.)CH | UK10 (7 Wo.)UK | — | — | Dance9 (7 Wo.)Dance | Erstveröffentlichung: Februar 1988 vom Soundtrack des Films Der Prinz aus Zamunda Autoren: Stock Aitken Waterman |                                                                                      |

Weitere Singles
- 1987: More Than Words Can Say (Promo)
- 1990: Megamix: Ninety!
- 2008: Get Fresh (Nicole Moudaber vs. Mel & Kim)

## Auszeichnungen für Musikverkäufe
| Goldene Schallplatte - Neuseeland - 1987: für die Single Respectable - Niederlande - 1987: für das Album F. L. M. - 1987: für die Single Showing Out (Get Fresh at the Weekend) - 1987: für die Single Respectable | Platin-Schallplatte - Neuseeland - 1987: für das Album F. L. M. |

Anmerkung: Auszeichnungen in Ländern aus den Charttabellen bzw. Chartboxen sind in ebendiesen zu finden.
| Land/RegionAuszeichnungen für Musikverkäufe (Land/Region, Auszeichnungen, Verkäufe, Quellen) | Silber  | Gold     | Platin     | Verkäufe  | Quellen         |
| -------------------------------------------------------------------------------------------- | ------- | -------- | ---------- | --------- | --------------- |
| Neuseeland (RMNZ)                                                                            | —       | Gold1    | Platin1    | 30.000    | Einzelnachweise |
| Niederlande (NVPI)                                                                           | —       | 3× Gold3 | —          | 200.000   | nvpi.nl         |
| Vereinigtes Königreich (BPI)                                                                 | Silber1 | Gold1    | Platin1    | 1.050.000 | bpi.co.uk       |
| Insgesamt                                                                                    | Silber1 | 5× Gold5 | 2× Platin2 |           |                 |